# Agop Terzan
Ne doit pas être confondu avec Hagop Terzian.
Pour les articles homonymes, voir Terzan.
Agop Terzan est un astronome franco-arménien né le 31 octobre 1927 à Constantinople (Istanbul) en Turquie et mort le 4 avril 2020 à Lyon.

## Carrière
Agop Terzan fait ses études à l'université d'Istanbul où il obtient un bachelor de mathématiques en 1945 puis un master d'astronomie en 1949. Il travaille d'abord comme professeur de mathématiques , avant d'émigrer en France en 1956.
Il entre à l'observatoire de Lyon  comme étudiant et y soutient sa thèse en 1965 sous la direction de Jean Dufay,. Il y commence sa carrière professionnelle en 1967 et y restera jusqu'à sa retraite en 1998. Durant sa carrière, il découvre de nombreuses étoiles variables, 11amas globulaires qui constituent le « catalogue Terzan (pl) », et des nébuleuses et galaxies appartenant à l'amas de galaxies du Serpentaire. Agop Terzan est membre de l'Union astronomique internationale,.
Il préside la Société astronomique de Lyon de 1968 à 1978 . Il fait également partie de l'Association française des observateurs d'étoiles variables et tente de mettre en place des collaborations son homologue Belge. Celles-ci ne se concrétisent finalement pas mais permettent de donner un nouveau souffle aux observations amateures d'étoiles variables.
Il a passé un DEA d'histoire médiévale sous la direction de Gerard Dedeyan à l'université de Montpellier[réf. nécessaire].
Agop Terzan est mort le 4 avril 2020 à Lyon.

## Distinctions
- 1977 : Prix Henry-Rey de la Société astronomique de France en 1977[4],[1]
- 1988 : Lauréat de l'Académie française des sciences[1],[source insuffisante]
- 2014 : Médaille Anania-Shirakatsi[3]
- Chevalier de l'Ordre national du Mérite[6]